# Komdrup Kirke
Komdrup Kirke ligger i Komdrup Sogn i Aalborg Kommune; indtil Kommunalreformen i 1970 lå det i Hellum Herred, Aalborg Amt.
Kor og kirkeskib er opført i romansk tid af granitkvadre over skråkantsokkel. I korgavlen og i skibets nordmur er dog brugt en del gule munkesten, hvilket tyder på, at kirken må være opført omkring 1200. Den retkantede norddør er stadig i brug, syddøren er tilmuret. I skibets sydmur ses en kvader med et såkaldt stenmestermærke. Våbenhuset stammer fra 1884, da kirken blev kraftigt restaureret af Frits Uldall. Klokken er ophængt i skibets nordgavl.
Kirken har flade bjælkelofter. Den runde korbue er bevaret. På alterbordet af kvadre og munkesten står en sengotisk fløjaltertavle med figurer, muligvis skåret af Claus Bergs nordjyske svend. I midterskabet ses Nådestolen (Gudfader med sønnen og Helligånden) flankeret af Maria med barn og Johannes Døberen med lammet. I fløjene ses 12 nødhjælper-helgener. Prædikestolen fra midten af 1700-tallet har evangelistmalerier i felterne. Den romanske døbefont af granit har glat kumme og rund fod.

## Eksterne kilder og henvisninger
- Wikimedia Commons har flere filer relateret til Komdrup Kirke
- Komdrup Kirke Arkiveret 20. februar 2011 hos  Wayback Machine på NordensKirker.dk
- Kortilkirken